# Kniphofia hildebrandtii
Kniphofia hildebrandtii är en grästrädsväxtart som beskrevs av Georg Cufodontis. Kniphofia hildebrandtii ingår i Fackelliljesläktet som ingår i familjen grästrädsväxter. Inga underarter finns listade i Catalogue of Life.